# Jefim
Jefim (rusky Ефим) je mužské osobní jméno řeckého původu (Εὔφημος). Původní význam jména je šlechetný, ušlechtilý, vznešený apod. V latině se objevuje jako Euphemus a do dalších evropských jazyků byl převzat v různých tvarech: Eufemio (italsky), Eufemiusz (polsky) atd.
Do Ruska se jméno dostalo z Byzance společně s křesťanstvím v podobě Jefim / Ефим. Nejhojněji se vyskytuje v Rusku, Bělorusku a Ukrajině, kde se jedná vlastně o lidovou podobu mužského jména Евфимий / Euthymios. Ženská podoba jména Jefim je Jefimija / Ефимия.

## Známí nositelé jména
- Jefim Bogoljubov
- Jefim Vasiljevič Bojčuk
- Jefim Fištejn
- Jefim Mojsejevič Fomin
- Jefim Geller
- Jefim Šifrin
- Jefim Izakovič Zelmanov

## Jako příjmení
V ruskojazyčných oblastech se také vyskytují příjmení odvozená od tohoto jména: Jefimov (Ефимов), Jefimenko (Ефименко), Juchimenko (Юхименко), Jachimenko (Яхименко), Jufimov (Юфимов), Juchimovič (Юхимович) ap.